# Splatter
Splatter ou gore é um subgênero do cinema de terror que, deliberadamente, se concentra em representações gráficas de sangue e violência. Estas películas, por meio da utilização de efeitos especiais, tendem a apresentar um interesse evidente na vulnerabilidade do corpo humano e na sua teatral mutilação. O termo "cinema splatter" foi cunhado por George A. Romero para descrever seu filme “Zombie – O Despertar dos Mortos” (Dawn of the Dead) (1978), apesar desse filme geralmente ser considerado pelos críticos a ter aspirações mais altas, como comentário social, do que ser simplesmente apelativo para sua própria causa.
Nas animações, vários desenhos animados que mostram grande quantidades de sangue e o sofrimento das personagens como uma forma de humor cômico podem ser classificados com este subgênero, como é o caso de: Uma família da pesada, Happy Tree Friends e Mr. Pickles. Os animes (principalmente os OVAs) também podem ser classificados como gore, mas diferente dos desenhos animados, animes com este subgênero contêm uma atmosfera mais séria/assustadora ao invés de uma ambientação voltada para a comédia.
Nos últimos anos, a combinação de violência gráfica e imagens sexualmente sugestivas em alguns filmes tem sido rotulado como "torture porn", "porno de tortura" ou "gorno" (um portmanteau de "gore" e "porno", conhecido no japão como Ero-Guro), como Cannibal Holocaust (1980). Por outro lado, filmes como “Fome Animal” (Braindead) (1992), e até certa medida  “Zombie – O Despertar dos Mortos”, os quais apresentando um gore por cima, podem ser interpretados como comédia, e se enquadram na categoria de splatstick.